# Esperança (microregio)
Esperança is een van de 23 microregio's van de Braziliaanse deelstaat Paraíba. Zij ligt in de mesoregio Agreste Paraibano en grenst aan de microregio's Curimataú Ocidental, Brejo Paraibano en Campina Grande. De microregio heeft een oppervlakte van ca. 275 km². In 2006 werd het inwoneraantal geschat op 49.605.
Vier gemeenten behoren tot deze microregio:
- Areial
- Esperança
- Montadas
- São Sebastião de Lagoa de Roça

Mesoregio's: Agreste Paraibano · Borborema · Mata Paraibana · Sertão Paraibano

Microregio's: Brejo Paraibano · Cajazeiras · Campina Grande · Cariri Ocidental · Cariri Oriental · Catolé do Rocha · Curimataú Ocidental · Curimataú Oriental · Esperança · Guarabira · Itabaiana · Itaporanga · João Pessoa · Litoral Norte · Litoral Sul · Patos · Piancó · Sapé · Seridó Ocidental · Seridó Oriental · Serra do Teixeira · Sousa · Umbuzeiro